# Vajont
Vajont (furlanisch Vaiont) ist eine Gemeinde mit 1640 Einwohnern (Stand 31. Dezember 2023) in der italienischen Region Friaul-Julisch Venetien. Die Gemeinde wurde für die Überlebenden der Katastrophe von Longarone etwa 50 Kilometer südöstlich vom Ort des Unglücks entfernt erbaut und 1971 eingeweiht. Die Überflutung, die etwa 2000 Menschen das Leben kostete, war durch einen Erdrutsch am Monte Toc ausgelöst worden, der den Vajont-Stausee zum Überlaufen brachte.
Das Gebiet der Gemeinde liegt auf einer Höhe von 287 m und umfasst eine Fläche von 1,58 km². Nachbargemeinden sind Maniago und Montereale Valcellina.

## Einzelnachweise

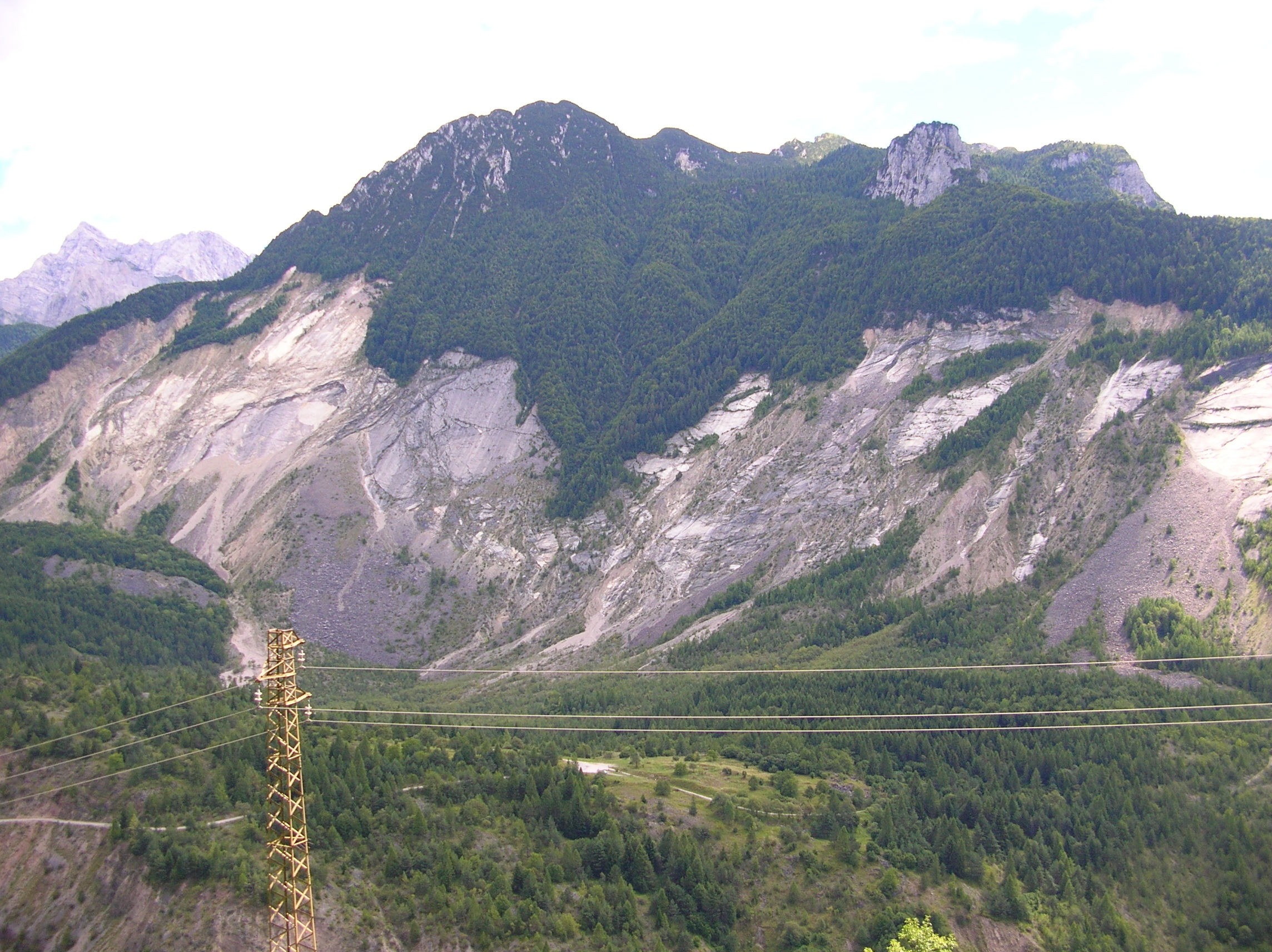
Monte Toc